# Homer's Phobia
Homer's Phobia és l'episodi número 15 de la vuitena temporada dels Simpson. Va ser emès per primera vegada el 16 de febrer de 1997 en la cadena Fox. Dirigit per Mike B. Anderson, va ser el primer episodi escrit per Ron Hauge. John Waters va ser l'estrella convidada al programa, donant veu a un nou personatge, John.
En l'episodi, Homer Simpson talla la fràgil relació d'amistat que estava començant a forjar-se amb el seu nou amic John (Javier a Llatinoamèrica) en assabentar-se que aquest és gai. A més, a Homer comença a preocupar-li que John pugui ser una mala influència per el seu fill Bart. Homer's Phobia va ser el primer episodi de la sèrie dedicat íntegrament a temes homosexuals, amb un títol que és un joc de paraules sobre el terme homofòbia. Inicialment, a causa del polèmic del tema, els censors de la Fox van decidir que l'episodi no era prou apropiat per ser emès en televisió, però aquesta decisió va ser anul·lada per la directiva de la Fox. L'episodi va guanyar quatre premis, incloent un premi Emmy en 1997 a la millor sèrie animada (per a programes de menys d'una hora de durada) i un premi GLAAD (de l'Aliança Gai i Lesbiana en Contra de la Calúmnia) al millor episodi individual de televisió.

## Argument

Homer's Phobia va ser el primer episodi que es va centrar exclusivament en temes d'índole homosexual.

La família Simpson decideix acudir a una tenda de compra-venda d'antiguitats anomenada «Cockamamie's» per vendre una estatueta de la guerra civil (que resulta ser una licorera), davant la necessitat d'obtenir diners per comprar una nova assecadora de roba. Mentre estan allí Homer coneix a John, l'amo de la tenda, que li comença a parlar de l'elevat valor que tenen certs objectes d'estètica col·loquialment denominada camp (és a dir, objectes que resulten atractius per ser irònics, de gust kitsch o discutit, exagerats i que, en general, s'associen amb homosexuals). Bart i Lisa es queden impressionats amb el simpàtic John, i Homer li convida a la casa dels Simpson perquè vegi les antiguitats i objectes curiosos (i camp) que tenen allí. L'endemà al matí, Homer diu que John li cau molt bé i que haurien de convidar-ho juntament amb la seva esposa, però en aquest moment Marge li informa que John és homosexual. Horroritzat per aquesta revelació, l'actitud d'Homer cap a John canvia completament i es gira contra ell. Homer fins i tot rebutja unir-se al seu tour per Springfield. La resta de la família sí que s'uneix a John i passen una agradable vetllada amb ell. Quan tornen a casa, Homer està disgustat amb ells. No obstant això, els altres membres de la família Simpson continuen veient a John, especialment Bart, que comença a posar-se samarretes hawaianas i que en una ocasió balla mentre porta posada una perruca de dona. Aquesta actitud preocupa profundament a Homer, que comença a témer que Bart pugui ser convertir-se en gai sota la influència de John.
Homer intenta que Bart es torni més masculí i viril obligant-lo a mirar cartells publicitaris de cigarrets que també mostren a models amb poca roba, però no funciona. A continuació, li porta a una fàbrica d'acer perquè s'influeixi de l'ambient masculí i varonil d'aquesta branca industrial, però es troben que tots els treballadors són gais i la fàbrica en la qual treballen també funciona com una discoteca gai cridada The Anvil (L'Enclusa). Desesperat, Homer decideix portar a Bart a caçar cérvols amb Moe i Barney, però quan no aconsegueixen trobar cap decideixen entrar d'amagat en la Vila de Santa i disparar a algun ren en el corral. No obstant això, el pla falla i els rens els ataquen. John, amb l'ajuda de Lisa i Marge, empra un robot japonès de Santa Claus per espantar als rens i salvar als presumptes caçadors. Homer més o menys decideix acceptar a John i li diu a Bart, qui ignora què era el que pensava el seu pare, que ell estarà d'acord amb qualsevol manera en què ell decideixi viure la seva vida. Bart no entén el que vol dir i Lisa li revela que Homer pensava que Bart era gai, la qual cosa li sorprèn. L'episodi acaba amb tothom anant-se'n en el cotxe de John.
Abans que l'episodi finalitzi i comencen a sortir els crèdits, apareix una dedicatòria als treballadors del sector de l'acer dels Estats Units, que posa «Keep reaching for that rainbow!» ('Segueixin buscant aquest arcoíris!').

## Temàtica de l'episodi
Aquest episodi és significatiu perquè forma part important de l'exploració que aquesta sèrie ha fet sobre els temes LGBT. A pesar que ja hi havia hagut diverses referències sobre l'homosexualitat abans que s'emetés aquest episodi, Homer's Phobia va ser el primer episodi que es va centrar exclusivament en temes d'índole homosexual. En un episodi anterior, Simpson And Delilah, el personatge de Carl (interpretat per Harvey Fierstein) apareixia besant a Homer. Paral·lelament, en la sèrie se sol mostrar a Waylon Smithers enamorat (encara que de manera fosca i poc directa) del seu cap Montgomery Burns. Posteriorment, els episodis Three Gais of the Condo i There's Something About Marrying tornarien a tractar temes homosexuals.

## Producció

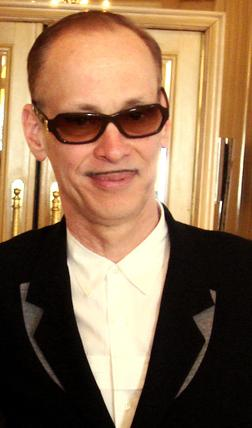
John Waters dona veu a John, un venedor homosexual.

La idea original de l'episodi va sorgir d'un paper en el qual apareixien anotades algunes idees per a la sèrie, escrites per George Meyer. Una d'elles simplement posava «Bart el homo», i Ron Hauge va ser seleccionat per escriure el guió de l'episodi, l'argument del qual va sorgir d'aquesta única línia.
La decisió d'emprar a John Waters no va ser sobtada. Bill Oakley i Josh Weinstein havien pensat utilitzar-lo per a un episodi que finalment no es va realitzar titulat Lisa and Camp, en el qual Lisa descobriria «lo interessants que podien ser totes les coses camp». Les dues idees van ser combinades i es van convertir en l'episodi definitiu, que originalment es va titular Bart Goes to Camp (joc de paraules entre «anar al campament» i l'accepció homosexual dels objectes d'estètica camp). Al final el títol es va canviar perquè «ningú ho entenia».
Els censors de la Fox es van oposar fermament a l'emissió d'aquest episodi. Normalment, el guió d'un episodi s'envia als censors, i aquests ho envien de tornada per fax al costat d'unes quantes línies sobre quines frases o paraules s'han de canviar o llevar. No obstant això, aquest episodi va ser retornat al costat de dues pàgines de notes sobre pràcticament cada línia de l'episodi, bàsicament dient que no era acceptable en absolut l'ús de la paraula gai o del concepte d'homosexualitat. Les notes finalitzaven amb un paràgraf que deia que «el tema i contingut d'aquest episodi ho fan inacceptable per a la seva emissió». Com a norma general, les notes dels censors s'ignoren inicialment posat que les línies «ofensives» i els problemes derivats d'elles es tracten i solucionen després que finalitzi l'animació de l'episodi. Però com en aquest cas l'episodi sencer semblava ser un problema, era impossible esmenar les objeccions posteriorment com era habitual. Al final no va passar gens, ja que quan l'episodi va tornar de Corea del Sud (on s'havia realitzat la seva animació), el president de la Fox que havia estat fins a aquest moment en el càrrec va ser acomiadat i substituït, i amb ell els censors. Els nous censors van enviar una sola línia: «acceptable per ser emès».
L'escena de la fàbrica d'acer va ser escrita per Stephen Tompkins. Al principi, ell volia emprar mariners en un moll de càrrega i descàrrega, però resultava problemàtic animar el casc dels vaixells, per la qual cosa es va decidir fer una fàbrica d'acer en el seu lloc. Tompkins també va escriure una tercera escena alternativa de l'episodi que finalment no va ser seleccionada. En lloc d'anar a la Vila de Santa a caçar cérvols, Homer, Bart, Barney i Moe tornaven a la fàbrica d'acer. Allí, Homer intentaria demostrar la seua increïble heterosexualidad en una competició arrossegant tractors contra alguns dels treballadors de la fàbrica, però es va decidir que allò «realment no contribuïa gens a l'argument».
John Waters va acceptar l'oportunitat de ser l'estel convidat, argumentant que «si li va valer a Elizabeth Taylor, a mi també», però afegint, ja que estava interpretant a un personatge i no a si mateix, que «si em fan ser com Richard Simmons els mataré».